# Schloss Berge

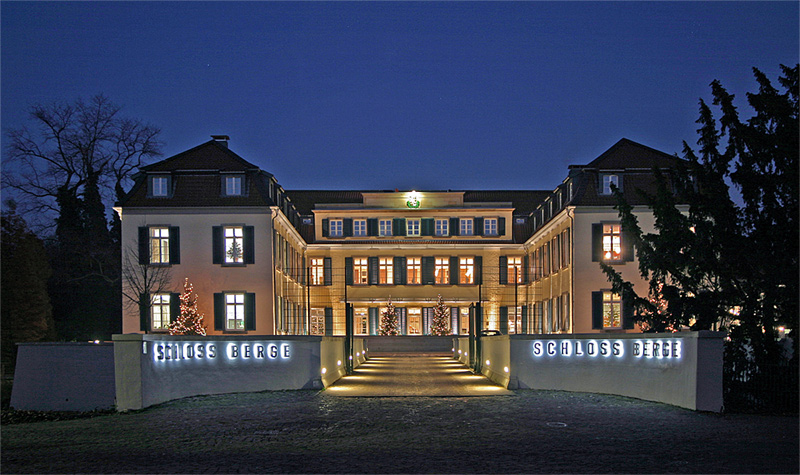
Schloss Berge am Abend (2004)

Das Schloss Berge, auch Haus Berge genannt, steht auf der Südseite des Buerschen Berges im Gelsenkirchener Stadtteil Buer in Nordrhein-Westfalen. Erbaut wurde es als Wasserburg zum Schutz des heutigen Gelsenkirchener Stadtteils Erle und war bis 1433 Stammsitz der Familie von Berge. Ab 1521 war Haus Berge Eigentum der Familie von Boenen, deren Mitglied Ludolf Friedrich Adolf von Boenen in den Reichsgrafenstand aufstieg. Seine Tochter Maria Anna Wilhelmine, eine Geliebte Beethovens, wurde auf Berge geboren.
In der ersten Hälfte des 16. Jahrhunderts zu einem Schloss umgebaut und im letzten Viertel des 18. Jahrhunderts erneut verändert, präsentiert sich das Herrenhaus der Anlage im Stil des Spätbarock an der Schwelle zum Klassizismus. Es wird heute als Hotel-Restaurant genutzt.

## Geschichte

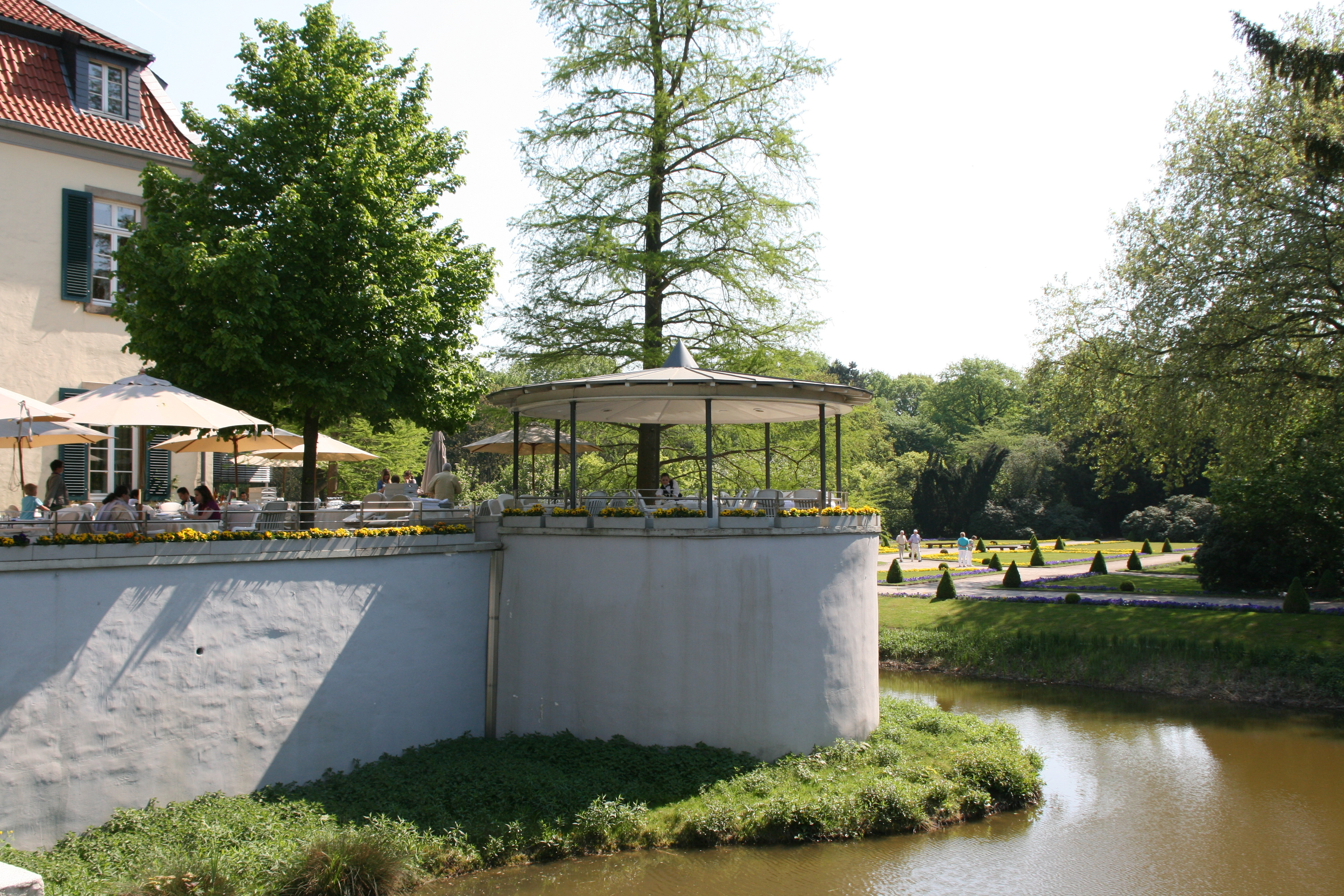
Blick über den Wassergraben von Haus Berge: Der runde Pavillon an der Südwestecke der Burginsel (heute eine Terrasse für die Hotelgäste) ist der Überrest eines bis ins späte 18. Jh. noch vorhandenen Rundturms.

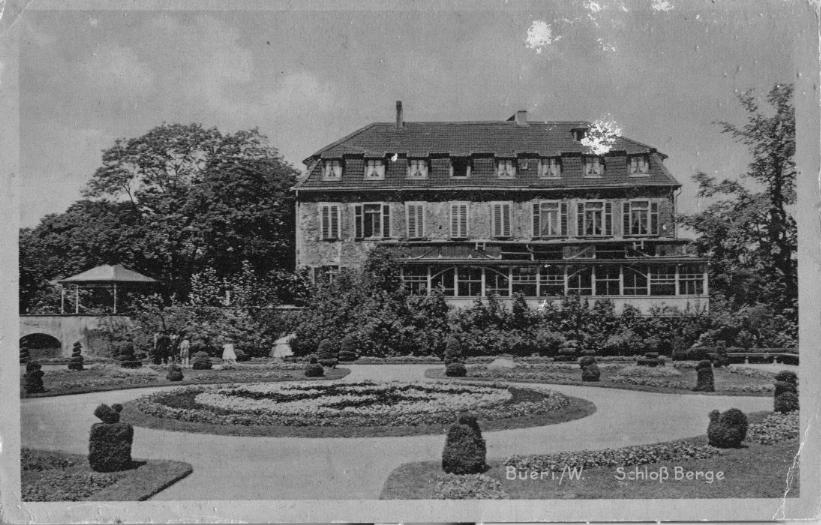
Bepflanzung des zentralen Rundbeetes des Gartens in Form eines Hakenkreuzemblems in den 1930er Jahren. Heute ist dieses Beet in Form des Gelsenkirchener Stadtwappens bepflanzt.

1248 erscheint mit dem Ritter Dietrich († 1272) erstmals die Adelsfamilie von Berge aus dem Geschlecht derer von Strünkede als Eigentümer der damaligen Burg. Es steht jedoch zu vermuten, dass die Ursprünge der Anlage weiter in die Vergangenheit zurückreichen.
Umgeben von Wassergräben als festes Haus erbaut, handelte es sich wahrscheinlich um eine mehrteilige Anlage, die von einem etwa rechteckigen Gräftensystem umgeben war. Als Allodialgut der Familie wurde die Burg über sechs Generationen vom Vater an den Sohn vererbt. Letzter Vertreter dieses Geschlechts auf Berge war Gerlach, der 1433 kinderlos verstarb.
Seine Witwe verkaufte das Haus und die umliegenden Güter an den Ritter Heinrich von Backem zu Haus Leythe aus dem Adelsgeschlecht derer von Backum. Als die männliche Linie dieser Familie mit Jörgen von Backem erlosch, brachte dessen Erbtochter Hartlieb (auch Hartlief) Haus Berge im Jahr 1521 an ihren Ehemann Georg von Boenen.
Dieser ließ um etwa 1530 die wehrhafte Anlage zu einem Schloss aus- und umbauen. Aus jener Zeit stammt ein 10,75 × 26,25 Meter großer Teil im Hauptflügel des Herrenhauses, dessen 1,30 Meter dicke Mauern wesentlich massiver sind als die übrigen. Ein weiteres Gebäude an der Stelle des heutigen Nordflügels komplettierte den damaligen Baubestand. In den folgenden rund 250 Jahren, in denen die Familie von Boenen das Schloss bewohnte, erlangte Berge die beherrschende grundherrliche Stellung nördlich der Emscher und damit einhergehend entsprechendes gesellschaftliches Ansehen. Die von Boenen wurden sogar in den Reichsfreiherrenstand erhoben.

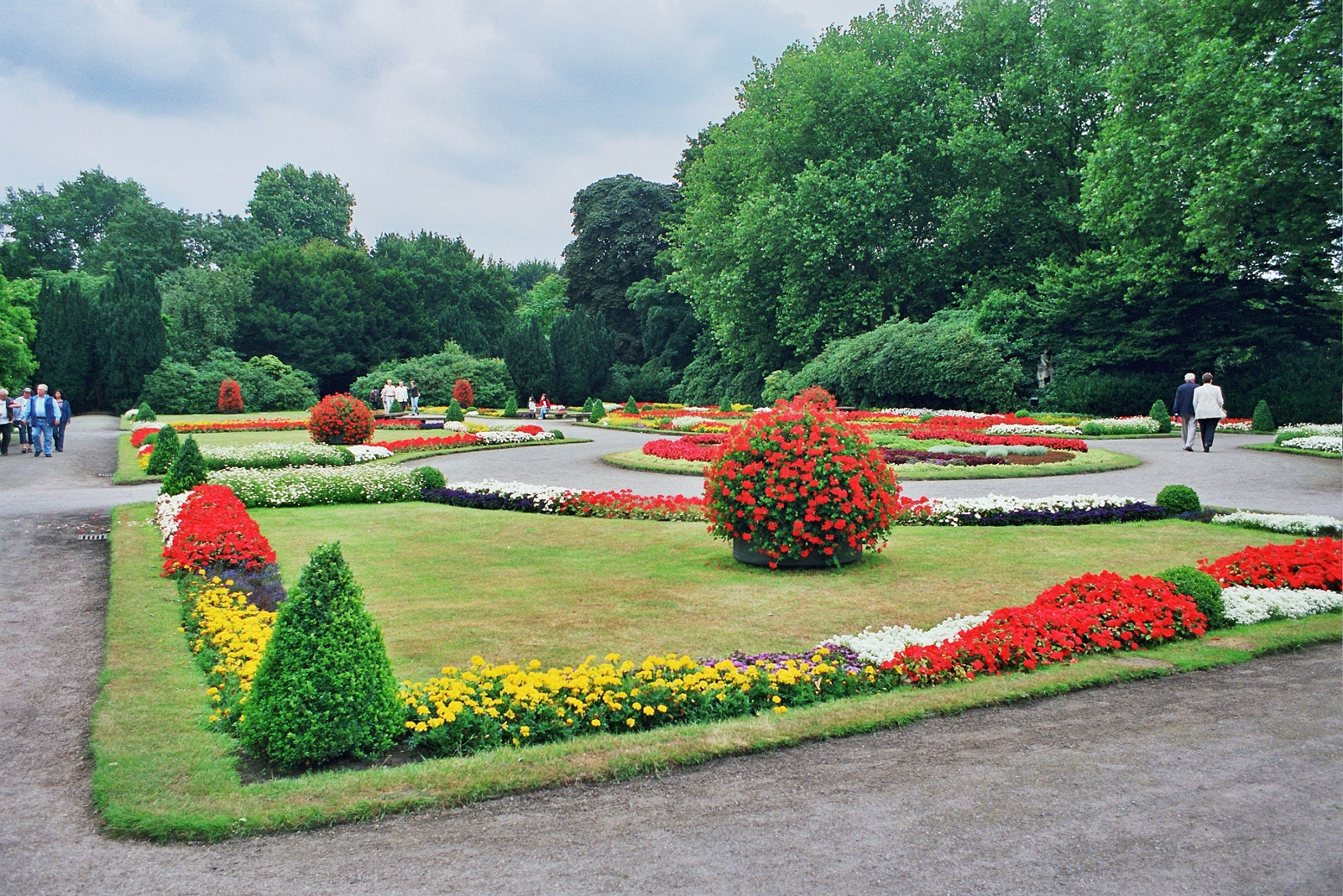
Der französischen Garten wurde in den 1920er Jahren wiederhergestellt

Um 1700 erfolgte ein kellerloser Anbau an den Haupttrakt des Herrenhauses. Außerdem wurde im Süden der Haupthausinsel ein erster Park angelegt. Gemäß dem Zeitgeschmack handelte es sich hierbei um einen geometrisch gestalteten Barockgarten nach französischem Vorbild.
Unter dem Freiherrn Ludolf Friedrich Adolf von Boenen stieg die Familie am 17. August 1790 in den Reichsgrafenstand auf. Die Heirat Adolfs mit Wilhelmine Franziska von Westerholt-Gysenberg, der Erbtochter jenes Grafengeschlechts, am 6. Oktober 1769 machte es möglich. Fortan nannten sich die Schlossbesitzer „Grafen von Westerholt“. Die Erhebung in den Grafenstand verpflichtete auch zu einer gehobeneren Lebensführung, der das alte Herrenhaus aus dem 16. Jahrhundert nicht mehr genügte. In den Jahren 1785 bis 1788 wurde das alte Gebäude deshalb teilweise abgetragen und unter dem Baumeister der Abtei Werden, Engelbert Kleinhansz, im frühklassizistischen Stil mit einem zusätzlichen Trakt, dem Südflügel, neu errichtet. Auch wurde die Parkanlage durch einen sich nach Westen erstreckenden englischen Landschaftsgarten erweitert. Nach dem Umbau weilten als Gäste solch illustre Persönlichkeiten wie Kaiser Napoleon und Marschall Blücher auf dem Schloss.
Nachdem am 20. März 1900 mit Gräfin Jenny von Westerholt-Gysenberg die letzte adlige Bewohnerin von Schloss Berge verstorben war, wurde im Schloss ein Wirtschaftsbetrieb eingerichtet, den die Stadt Buer ab 1920 pachtete.
Am 15. März 1924 erwarb die Stadt das Schloss mitsamt dem 102 Hektar großen Gelände zum Preis von 1,4 Millionen Goldmark und richtete dort eine Volkserholungsstätte mit Gast- und Wirtschaftsräumen ein. Dazu erfolgte von 1926 bis 1933 ein Umbau und eine Erweiterung des Hauses, bei dem 1927 die neugotische Kapelle aus dem Jahr 1879 abgerissen wurde. Der Schlosspark wurde auf etwa 73 Hektar vergrößert und im alten Stil wieder instand gesetzt. Zeitgleich erfuhr der barocke Garten eine Wiederherstellung seines ursprünglichen Zustands aus der Zeit um 1700. Die heute in ihm zu sehenden Statuen sind jedoch nur noch Nachbildungen alter Originale. Zugleich entstand zwischen 1927 und 1929 gegenüber dem Haupteingang des Schlosses der Berger See, der 1930 aufgestaut wurde.
In der Zeit des Nationalsozialismus sollte auf der Vorburginsel eine Kreisschulungsburg der NSDAP entstehen. Dazu wurden die dortigen, von 1876 bis 1878 erbauten Wirtschaftsgebäude mehrheitlich abgerissen. Lediglich der Remise genannte Westflügel, in dem früher Pferdeställe untergebracht waren, stand noch bis 1983, wurde dann aber auch niedergelegt, um für einen geplanten Hotelbau Platz zu schaffen.
Nach dem Zweiten Weltkrieg ließ die Stadt Gelsenkirchen Schloss Berge 1952/53 restaurieren. Gleichzeitig erfolgte ein umfassender Innenumbau, um dort im Anschluss einem Hotel-Restaurant Platz zu bieten. Nach einer umfangreichen Modernisierung in den Jahren 1977 und 1978 folgten in den Jahren 2003 und 2004 erneut Renovierungs- und Restaurierungsarbeiten.

## Das Schloss heute

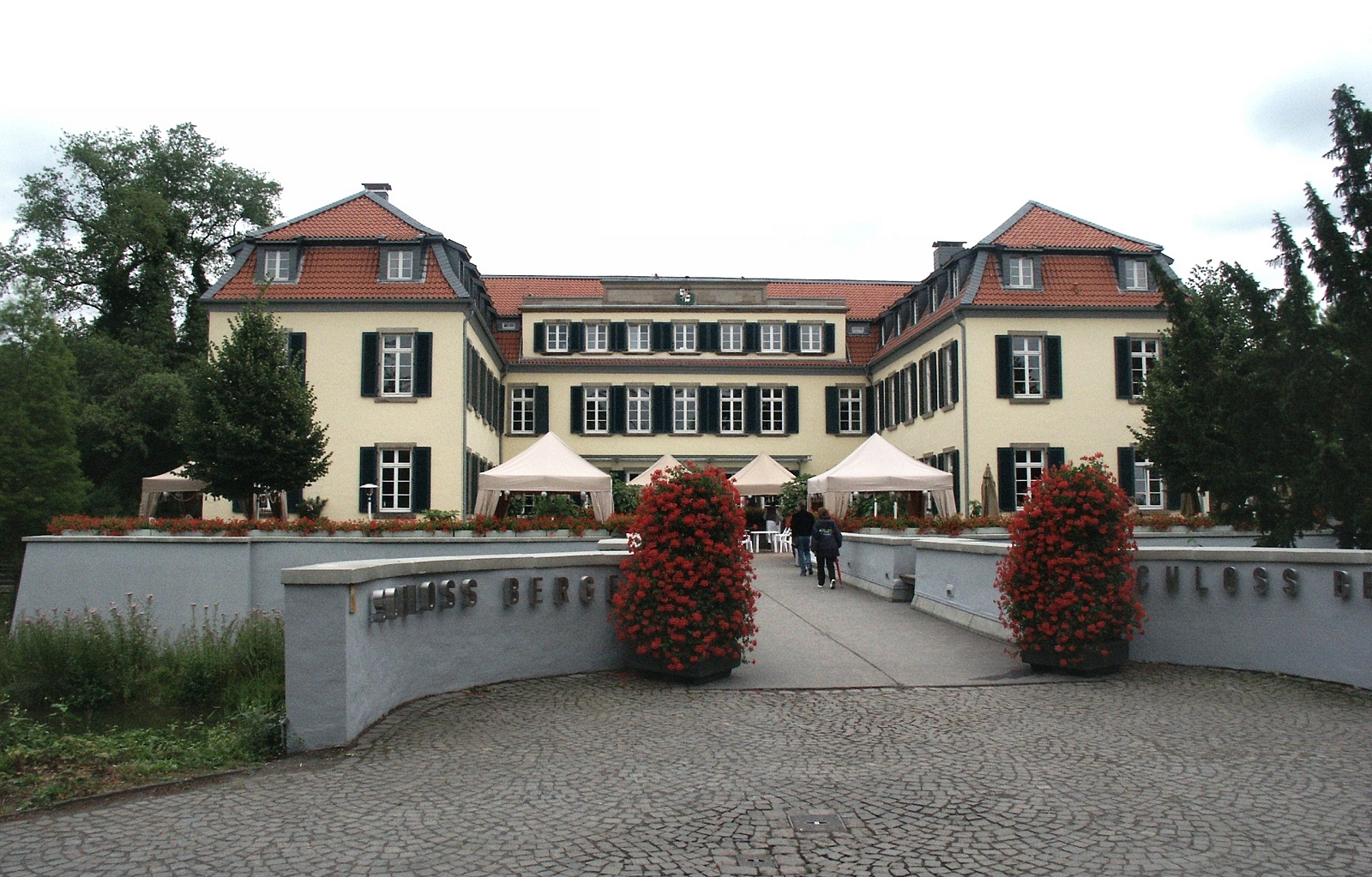
Schloss Berge von Westen

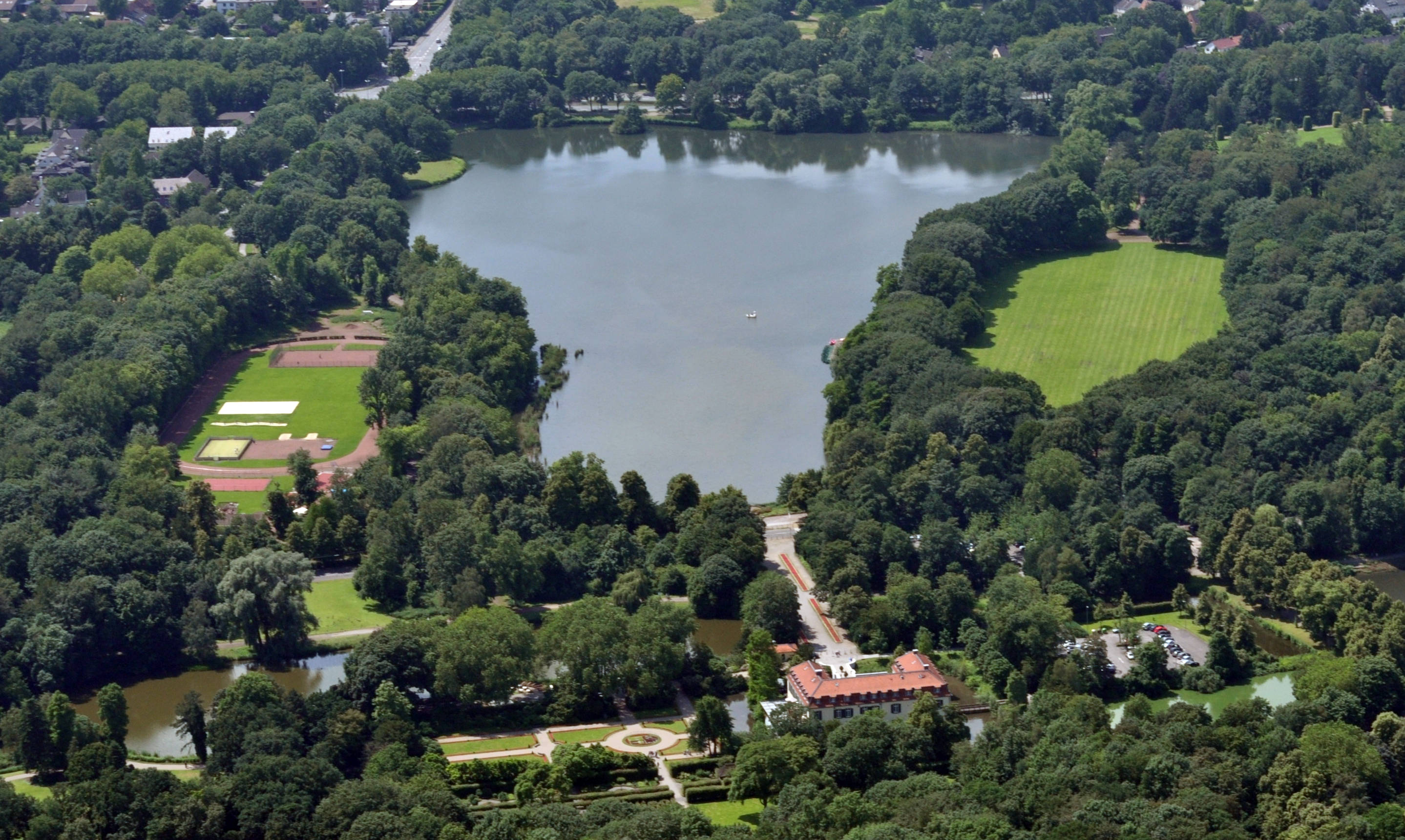
Luftbild 2016

Die Schlossanlage besteht aus der heute unbebauten ehemaligen Vorburginsel, der Kernburginsel und einer Garteninsel.
Das Haupthaus präsentiert sich von außen im Wesentlichen noch immer so wie nach der Umgestaltung in der Zeit von 1785 bis 1788. Das Wappen der Reichsgrafen von Westerholt-Gysenberg am Hauptflügel weist auf seine letzten Bauherren hin. Der repräsentative Dreiflügelbau ist nach Westen hin geöffnet und steht auf einer quadratischen Insel von etwa 40 Metern Seitenlänge. Seine zwei Geschosse werden von einem Mansarddach abgeschlossen. Das hohe Kellergeschoss des Gebäudes wurde auf Pfahlrosten errichtet, die bei den Restaurierungsarbeiten in den 1950er Jahren ein stützendes Korsett aus Stahlbeton erhielten, um Bergbauschäden entgegenzuwirken. Noch bis 1784 stand an der Südecke der Herrenhausinsel ein Rundturm, von dem heute nur noch das Fundament vorhanden ist.
Seit Juli 1988 steht die gesamte Anlage unter Denkmalschutz. Gemeinsam mit dem im Schlossgebäude beheimateten Hotel und Restaurant, den beiden Gärten des Schlosses sowie dem Berger See und dem Gelsenkirchener Stadtwald dient sie heute als Naherholungsgebiet im Buerschen Grüngürtel.